# Theodor Muther
Johann Georg Theodor Albert Anton Muther (født 15. august 1826 i Rottenbach, død 26. november 1878 i Jena) var en tysk jurist.
Muther blev 1852 advokat i Koburg, 1853 privatdocent i Halle a. S., 1856 ekstraordinær professor i Königsberg, 1863 ordentlig professor i Rostock, 1872 ordentlig professor og overappellationsråd i Jena. Muthers første skrifter behandlede navnlig emner fra den romerske rets historie og dogmatik: Die Ersitzumg der Servituiten mit besonderer Berücksichtigung der Wegservituten (1852), De origine provocatorii ex l. diffamari quem vocant commentatio (1853), Sequestration und Arrest im römischen Recht (1856) og det skarpe angreb på Windscheids actio-lære i bogen Zur Lehre von der römischen Actio, dem heutigen Klagrecht, der Litiscontestation und der Singularsuccession in Obligationen (1857), der fremkaldte Windscheids svar Die Actio. Abwehr gegen Dr. Theodor Muther (1857), men hans senere forskning var i alt væsentligt viet middelalderens tyske ret, dennes historie og litteraturhistorie. Han skrev således: Die Gewissensvertretung im gemeinen Deutschen Recht, mit Berücksichtigung von Particularigesetzgebungen, besonders der Sächsischen und Preussischen (1860) og samlede sine afhandlinger om reformationstidens jurister og universitetsforhold i Aus dem Universitäts- und Gelehrtenleben im Zeitalter der Reformation (1866) og Zur Geschichte der Rechtswissenschaft und der Universitäten in Deutschland (1876) og udgav festskriftet Zur Geschichte des römisch-kanonischen Processes in Deutschland während des 14. und zu Anfang des 15. Jahrhunderts (1872). Muther var også virksom som udgiver af ældre universitetsstatutter og juridiske skrifter. Han offentliggjorde således Statuta iureconsultorum Vitebergensium (1859), Die Wittenberger Universitäts- und Facultätsstatuten vom Jahre 1508 (1867, sammen med Ernst Ludwig Dümmler), Philip Melanchtons De legibus oratio (1860, 2. udgave 1869) og Joannis Urbach Processus judicii qui Panormitani Ordo Judiciarius a multis dicitur, hvortil slutter sig det posthume af Ernst Landsberg udgivne arbejde Johannes Urbach (1882). Af Muthers øvrige skrifter skal endnu fremhæves Römisches und kanonisches Recht im deutschen Mittelalter (1871) og Die Reform, des juristischen, Unterrichtes (1873). Med E.I. Bekker udgav han Jahrbuch des gemeinen deutschen Rechts, I—VI (1857—63). Han var en flittig medarbejder ved Allgemeine Deutsche Biographie.